# Clemens August Kiel

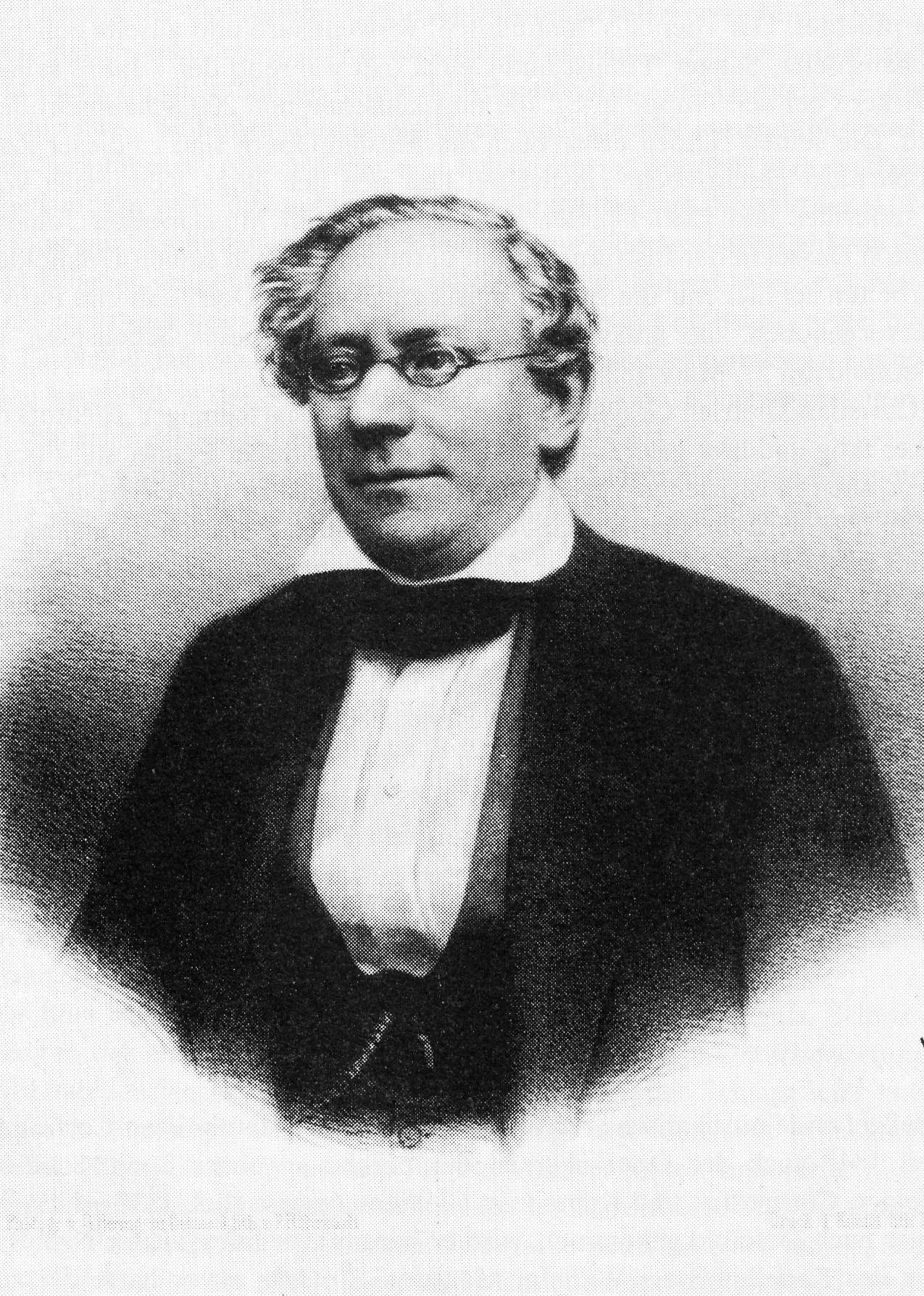
Clemens August Kiel

August Kiel (* 26. Mai 1813 in Wiesbaden; † 28. Dezember 1871 in Detmold) war ein deutscher Komponist, Dirigent und Geiger.

## Leben und Werk
Kiels Vater war Gesangslehrer und später Inspektor des Hoftheaters in Sondershausen. 1831 nahm Louis Spohr in Kassel Clemens August Kiel als Violin- und Kompositionsschüler an. 1832 wurde Kiel Mitglied des Hautboisten-Corps am Fürstlich Lippischen Hof Detmold und 1836 provisorischer, 1837 hauptamtlicher Dirigent des mittlerweile zivilen Ensembles (seit 1849 offiziell „Fürstlich-Lippische Hofkapelle“). 1845 übernahm er als nunmehriger Hofkapellmeister auch die Leitung der Oper in der Residenz.
Unter Kiels Leitung wurde die Hofkapelle Detmold, insbesondere hinsichtlich der Streicherbesetzung, deutlich erweitert. Kiels Verhältnis zum 1857 bis 1859 zeitweilig in Detmold wirkenden, 20 Jahre jüngeren Johannes Brahms gilt als gespannt, da dieser selbst die Leitung der Detmolder Hofkonzerte anstrebte. 1862 wurde Kiel nach einem unter Alkoholeinfluss geführten Streit mit einem Garnisonsoffizier fristlos entlassen und erhielt lediglich ein Gnadengehalt. Sein Nachfolger wurde Carl Bargheer. 1866 trat Kiel letztmals selbst als Violinist auf.
Kiel hinterließ mehrere Sinfonien, Konzerte, darunter ein Hornkonzert sowie ein Flötenkonzert, kammermusikalische Werke, weiterhin Chöre, Lieder, Märsche und Walzer.

## Nachweise
1. ↑  Todesanzeige aufgegeben von dem Bruder Friedrich Wilhelm Kiel: Der Deutsche. Sondershäuser Zeitung vom 6. Januar 1872, S. 16.
2. ↑  Vgl. Allgemeine Theater-Chronik 21. Jg., 1852, S. 513. Die Sängerin Franziska Cornet war seine ältere Schwester.

| Personendaten    | Personendaten                            |
| ---------------- | ---------------------------------------- |
| NAME             | Kiel, Clemens August                     |
| ALTERNATIVNAMEN  | Kiel, August                             |
| KURZBESCHREIBUNG | deutscher Komponist, Dirigent und Geiger |
| GEBURTSDATUM     | 26. Mai 1813                             |
| GEBURTSORT       | Wiesbaden                                |
| STERBEDATUM      | 28. Dezember 1871                        |
| STERBEORT        | Detmold                                  |